# 花斑連鰭䲗
花斑連鰭䲗，俗名七彩麒麟、官服鱼、綠麒麟、五彩青蛙、皇冠青蛙或綠青蛙，是一種細小及色彩鮮艷的鼠䲗科魚類，在海水水族箱世界很受歡迎。花斑連鰭䲗原產於西太平洋，大約分佈在琉球群島以南至澳洲。

## 習性及棲息地

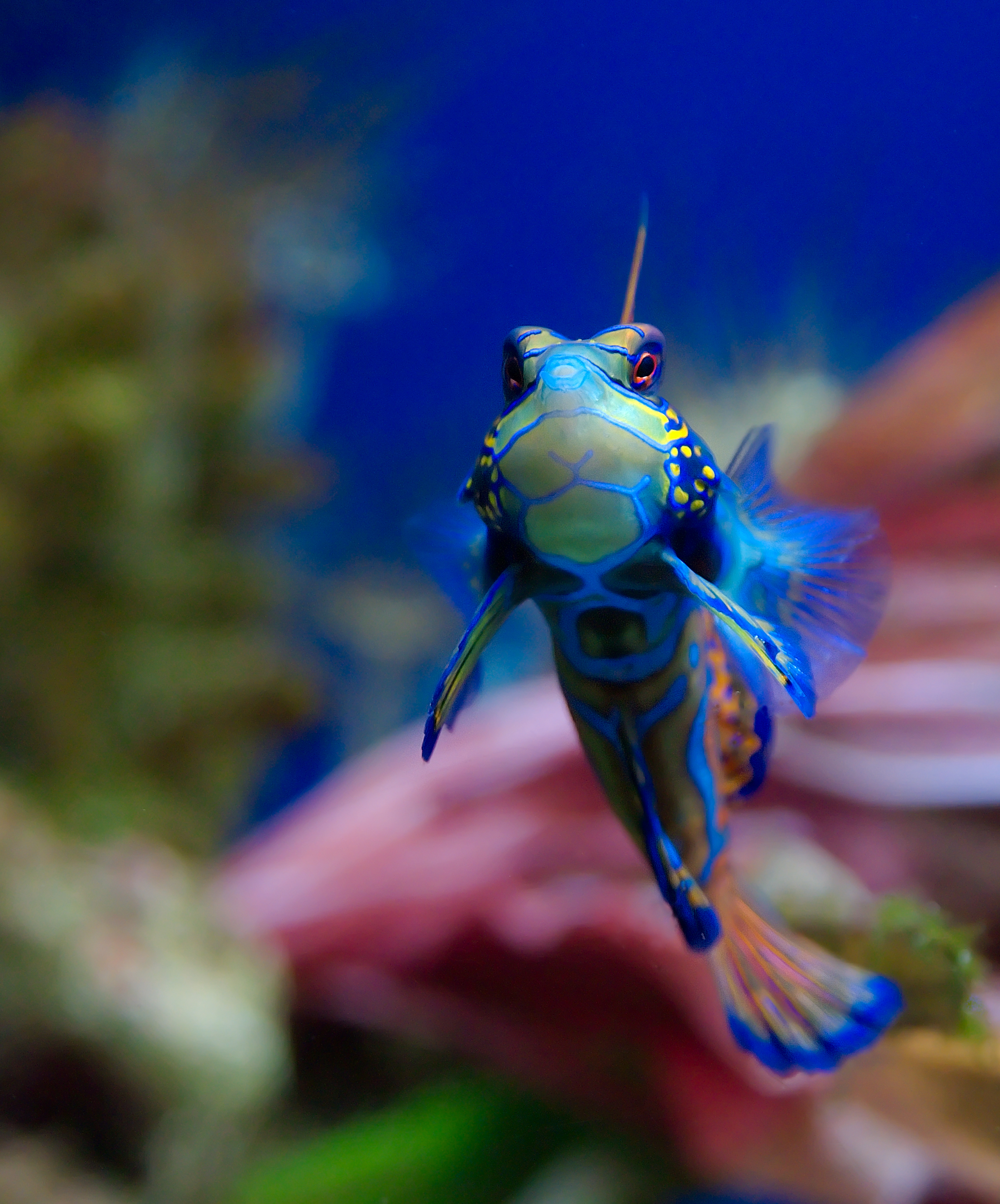
花斑連鰭䲗的腹部。

花斑連鰭䲗在礁石間生活，喜歡藏身在潟湖及近岸的礁石。雖然牠們游得很慢及數量甚多，但因其海底覓食的習性及細小的體型（只有6厘米長），很難會看得見牠們。牠們主要以細小的甲殼類及其他無脊椎動物為食物。

## 飼養
花斑連鰭䲗雖然很受歡迎，但卻很難飼養。一些花斑連鰭䲗甚至不能適應水族箱的環境，除了活的端足目及橈足類外，會拒絕吃其他食物。不過若能適應飼養的環境，則會有很高的抗病性。

## 外部連結
- divegallery.com （页面存档备份，存于）
- 花斑連鰭䲗的相片 （页面存档备份，存于）
- Reef Corner
- Grizzlyrun.com （页面存档备份，存于）